# Uvanilla
Uvanilla là một chi ốc biển thuộc họ Turbinidae.

## Các loài
- Uvanilla babelis (P. Fischer, 1874) [2]
- Uvanilla buschii (Philippi, 1844)[3]
- Uvanilla olivacea (W. Wood, 1828)[4]
- Uvanilla unguis (W. Wood, 1828)[5]

Loài được đưa vào đồng nghĩa
- Uvanilla heimburgi Dunker, 1882: syn. Astralium heimburgi (Dunker, 1882)[6]